# Печеніги (селище)

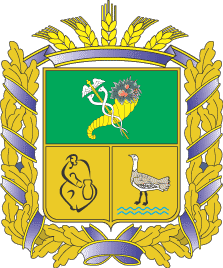
Герб селища

Печеніги - селище в Україні, адміністративний центр Печенізької селищної громади Чугуївського району Харківської області.

## Географія селища
Селище Печеніги розміщене на правому березі річки Сіверський Донець, вище за течією до селища примикає гребля Печенізького водосховища. На протилежному березі комплекс штучних ставків. Через селище проходить автомобільна дорога Т 2111. До селища примикають великі лісові масиви.

## 21 століття

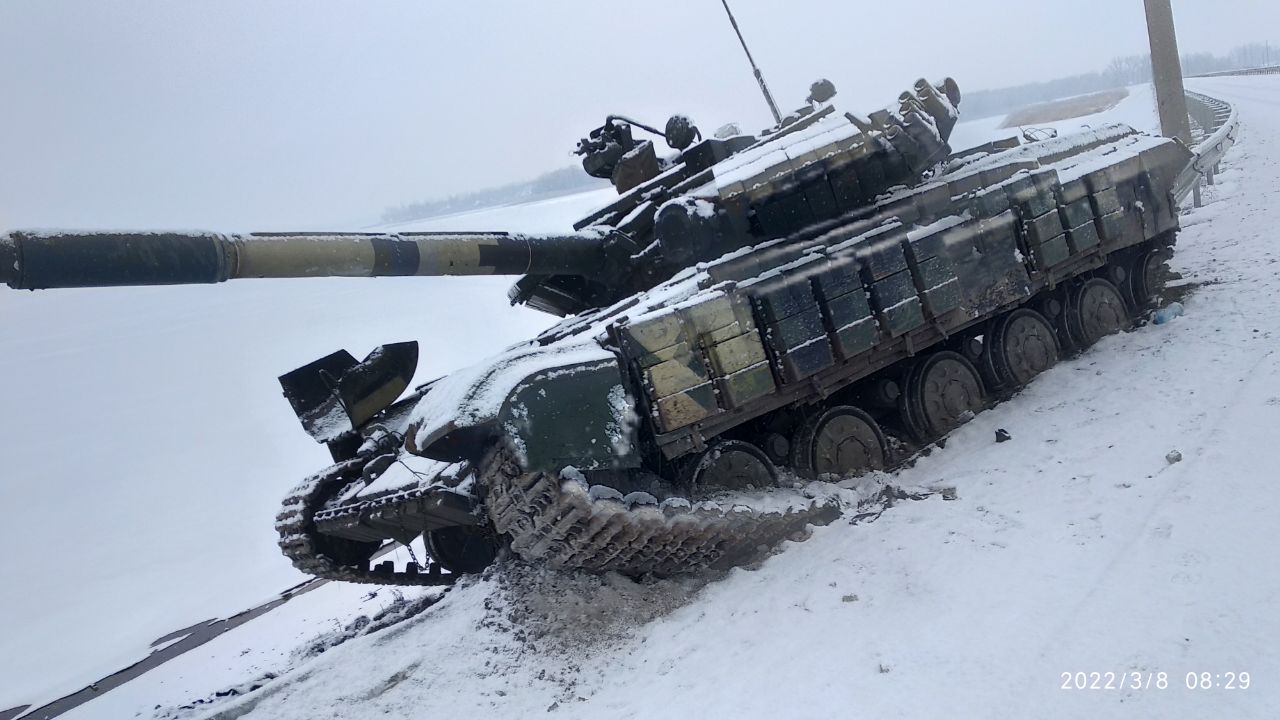
Російсько-українська війна 2022 року. російський танк на печенізькому водосховищі

### Економіка
- Печенізький рибокомбінат.
- ТОВ «Печенізьке», сільськогосподарське підприємство.
- КСП «Донець».
- ЗАТ «Фінпрофіль» виробник профілезгинаючого та металообробного обладнання

### Соціальної інфраструктура (сфера послуг)

#### Культурно-освітній комплекс
- КЗ. Печенізький ліцей імені Генріха Семирадського.
- Печенізький дитячий будинок змішаного типу для дітей дошкільного та шкільного віку.
- Краєзнавчий музей імені Т. А. Суліми Печенізької селищної ради
- Будинок культури
- Клуб

#### Лікувально-оздоровчий комплекс
- Місцева лікарня
- Футбольне поле
- Футбольне міні поле (2)
- Волейбольне поле
- Дитяча площадка (2)

### Пам'ятки
- Пам'ятник невідомому солдату
- Пам'ятник Генріху Семирадському
- Пам'ятник Петру Василенку
- Пам'ятник Чорнобильській АЕС. 26 квітня 1986 року.
- Печенізьке поле регіональній ландшафтний парк.
- Щорічний етнічний фестиваль «Печенізьке поле». (не проводиться з 2014 року).

### Релігія

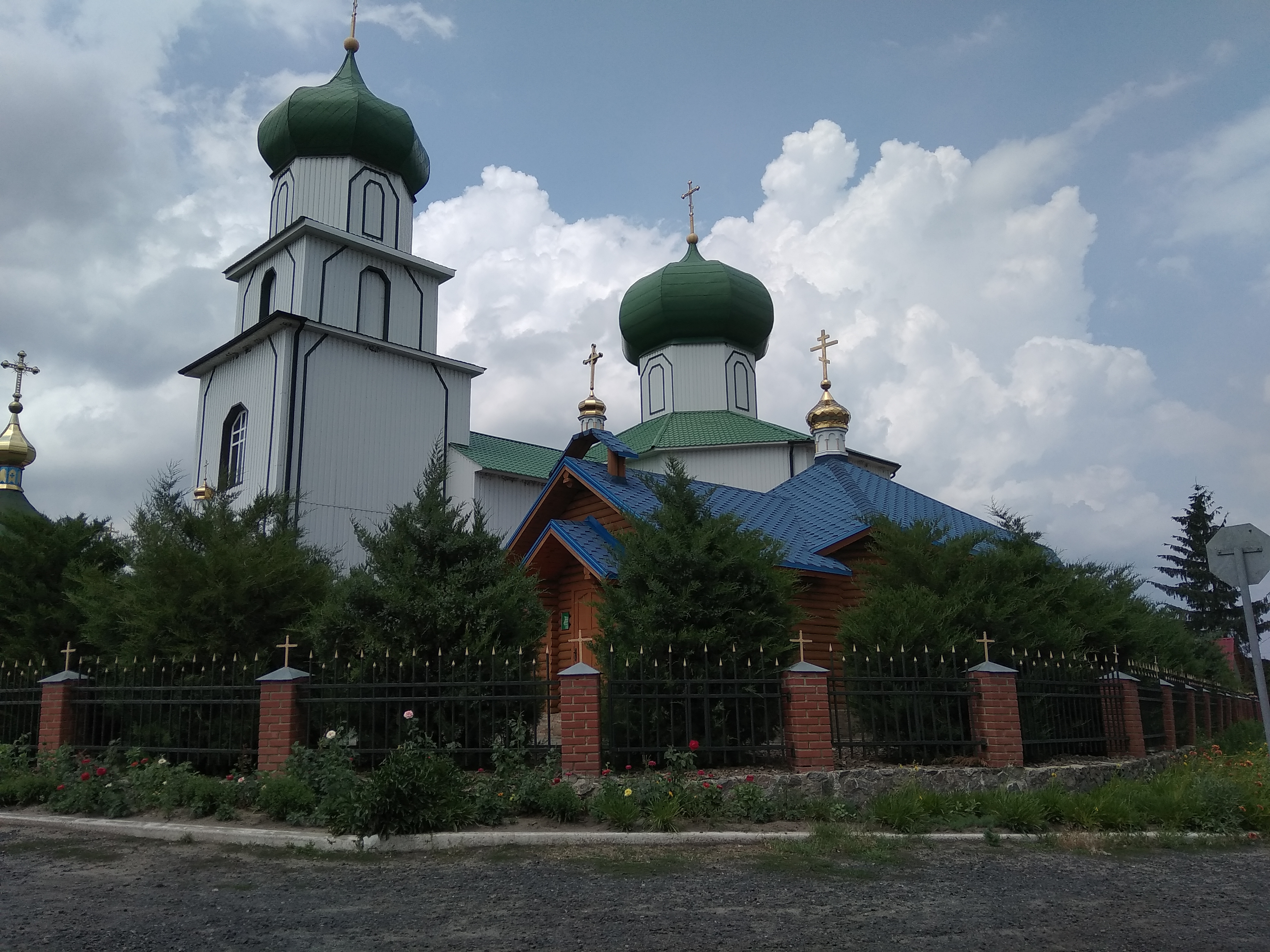

Церква Спаса Преображення

## Час заснування
Село Печеніги засноване у 1653 році. Про це свідчить документ того року, який знайшов архівіст Страшко Віктор Васильович. В ньому йдеться, що прибули в Чугуїв черкаси на чолі з Кондратьєвим і цар велів: "А черкас пересмотрел всех на лицо и сказал им всем вслух, что мы их пожаловали для их иноземства, велели им дати н[а]шего денежного жалованья для их новые селидьбы, да их ж, по их челобитью, велели устроить на вечное житье в Чугуевском уезде на Дону от города в пяти верстах на Печенежском на Катковском поле".
І 20 травня 1654 року (в оригіналі 7162 рік) «на Печенежском Котковском поле» були поселені наступні 45 черкас (з Опішнянській сотні) з дружинами і дітьми, що прийшли в Чугуїв з литовської сторони під проводом Івана Федоровича Волошеніна. На особисте прохання Волошеніна, новоприбулим черкасам було надано від государя платню, за що вони зобов'язувалися захищати державу від кримців, ногайців і литовських людей.

## Історичні відомості
Існує версія, що назву селище отримало від давнього народу печеніги.
Близько 1660 року побудовано перший Преображенський храм.
У 1661 році печенізькі козаки були відправлені в Колонтаїв у зв'язку з осадою його татарами.
Як можливо побачити з листа 1667 року, Чугуївського воєводи до Білгородського, в слободі Печеніги майже всі мешканці, були записані як козаки. Підпорядковувалася слобода Івану Сірко. Керували печенізькими козаками сотник Степан Щербина, та отаман Ігнат Череван.
У листі Чугуївського воєводи, до Білгородського воєводи (28 червня 1668 року) знову згадані отаман Ігнат Череван, сотник Степан Щербина (під прізвиськом Щербиненко), та війт Панас Іванов.
У 1670 року (згідно з написом на Євангелії у Петропавлівському храмі), сотником Печенізької сотні був Степан Щербина, а отаманом Іван Величко.
У листі печенізьких козаків до Чугуївського воєводи (1673 рік), що до митних зборів, козаки зазначають, що вони як козаки Харківського козачого слобідського полку, від зборів звільнені, але у Чугуїві з них гроші беруть. Відповідь воєводи була на користь козаків з Печенігів.
28 серпня 1698 року на слободу зчинили напад татари. До полону було уведено коло ста людей. Також викрадена худоба. Цією ж татарською ватагою було захоплено Бурлук, та Дворічна. Згадуються печенізькі сотники Никон, та Федір Щербини.
З 1699 року Печеніги відійшли зі складу Харківського козачого слобідського полку, до Ізюмського полку. Початок існування Печенізької сотні Ізюмського полку. Печеніги — сотенне містечко (1699–1765 рік).
З 1765 року — центр Печенізького комісарства Ізюмської провінції. Станом на 1779 рік Печеніги — військова слобода Чугуївського повіту, Харківського намісництва, що мала 3601 мешканця (3299 — «військових обивателів», 302 — «власницьких підданих»).
У 1726 році Печенізьким сотником Ізюмського козацького полку був Феодосій Плотнорянов.
У 1741 році Печенізьким сотником Ізюмського козацького полку був Григорій Данилевський.
До 1765 р. містечко мало свою символіку — прапор з зображенням св. Юрія Звитяжця і печатку з зображенням хреста з сяйвом, обабіч якого — два півмісяці (ЦДІА України у м. Києві. — Фонд 1722. — Опис 1. — Спр. 46. — Арк. 36 зв.).
За переписом 1732 року в містечку було 2403 мешканців:
- старшини — 24 душі;
- козаків — 573 душі;
- підпомічників — 1551 душ;
- шинкарів та робітників — 205 душ;
- мешканці хутора сотника Єлисея Зарудного — 16 душ.

У 1732 році, Печенізькими сотниками зазначено Федосія Петрова Лобширинова, та Андрія Сеховського.
В 1784 році згадується Печенізьке укріплення коло гори Бубон. В укріпленні було дві дерев'яні церкви: Покрова Пресвятої Богородиці, та Миколи Чудотворця. У передмісті була ще одна церков, Апостолів Петра і Павла, а також Четвертого Преображення Господнього.
З появою військових поселень початку XIX століття — кінця XIX століття селище називалось Новобілгород.
З середини XIX століття селище — центр Печенізької волості.
В 1806 році побудовано за кошт прихожан новий кам'яний Петропавлівський храм, на місці старого. Зруйновано.
В 1816 році побудовано за кошт прихожан новий кам'яний Преображенський храм, на місці старого. Зруйновано.
У XIX столітті слобода декілька раз потерпала від епідемій холери:
- 1831 рік — померло 99 осіб,
- 1847- вмерло 40 осіб,
- 1848 році померли 501 осіб.

За даними на 1864 рік у козачій слободі Ново-Бєлгород, центрі Новобєлгородської волості Вовчанського повіту, мешкало 5276 осіб (2583 чоловічої статі та 2693 — жіночої), налічувалось 1244 дворових господарств, існували 2 православні церкви.
В 1837 році було побудовано у шпиталі Троїцький храм., на місці розібраного, та перенесеного 1832 році до слободи Юрченкової старого храму.
Парафіян у Печенігах було:
| Роки | Чоловіки | Жінки |
| ---- | -------- | ----- |
| 1730 | 2403     | 2264  |
| 1750 | 2816     | 2742  |
| 1770 | 3272     | 3185  |
| 1790 | 3655     | 3702  |
| 1810 | 5115     | 5177  |
| 1830 | 3695     | 3334  |
| 1850 | 3148     | 3050  |

В 1869 році в Печенігах відкрито Новобєлгородську центральну каторжну в'язницю.
В 1870 році було побудовано за державний кошт кам'яну домову церкву «Божої матері всіх скорботних Радість» у Центральній в'язниці. Зруйновано.
Станом на 1914 рік кількість мешканців зросла до 14865 осіб.
З 23 грудня 1923 року — районний центр новоутвореного Печенізького району.
Під час організованого радянською владою Голодомору 1932—1933 років померло щонайменше 298 жителів селища.
У 1963 році Печенізький район було ліквідовано.
З 13 грудня 1991 року — знову районний центр Печенізького району.
Станом на 2001 р. кількість мешканців нараховувалась близько 6033 особи.
12 червня 2020 року, відповідно до Розпорядження Кабінету Міністрів України  № 725-р «Про визначення адміністративних центрів та затвердження територій територіальних громад Харківської області», увійшло до складу Печенізької селищної громади.19 липня 2020 року, в результаті адміністративно-територіальної реформи та ліквідації колишнього Печенізького району, увійшло до складу новоутвореного Чугуївського району Харківської області.

## Археологічні розкопки
Археологічні розкопки свідчать, що в середині І тисячоліття н. е. тут було поселення ранніх слов’ян. Вже на території селища в II тисячолітті до н. е. існувало поселення періоду бронзи. Розкопками виявлено на кургані 7 поховань того часу. Поблизу Печеніг у 1959 році будуть виявлені Міхєєвим К. В. рештки могильника.
- Селище №1 розташоване в урочищі Маринчине (південно-східна околиця селища), на високій боровій терасі Сіверського Дінця, поблизу кладовища. Археологічний інвентар знахідки мав крім кераміки доби матиме знахідку у вигляді кружального посуду Черняховської культури.[13]

- Селище №2 в тому ж урочищі Маринчене, на Південний-Схід від першого пункту, поблизу озера Карпівського  в апологічних топографічних умовах. Знайдено буде уламки посуду доби пізньої бронзи та уламки кружального посуду Черняхівської та Салтівської культури.[13]

Рештки могильника поблизу Печеніг та 2 поселення біля П’ятницького свідчать про заселення цієї території у VIII століття нашої ери алано-слов’янськими племенами.

### Скіфи
Виявлено буде також поселення скіфського часу (IV—III ст. до н. е.). Виявлено два поховання доби бронзи та впускне поховання скіфського часу. У 1892р. Бранденбург Е. Н. розкопає один з насипів, який він опише в його в своєму журналі розкопок під №254(262).
По правому березі р. Сіверський Дінець і від нього приблизно верству, лежатиме пласка височина, яка мала напрямок зі Сходу на Захід і називатиметься Бабиною горою. На цьому урочищі у 6-ти верствах від поселення на Південний-Захід проходитиме лінія із 4-х курганів, також 2 окремих насипи. На Сході Бабиної гори розміщено ще 7 курганів, які були поділені на дві групи (4/3). З числа останніх щоб відкрити біля східного краю Бабино Гори. Кругом по місцевості 140 кроків. поперек через вершину 40 кроків, де чорнозем переходить в суглинний. Форма насипу схожа на сигментоподібну. Розкопки проводилися по зняттю вершини 1¼  арш., діаметр зменшений та обраний в 6 сажень. Залишки погребений зустрічаються в насипі та материку. В насипі віднайдуть сліди замічені в 2 шарах:

#### Верхній
- Від середини на Південний-Схід в 7 кроків на глибині від вершини в 1 арш., черепки грубої посудини та залишки частини людського ліктя з декількома обломками  інших небагатьох кісток. Далі на схід від середини в 10 кроків та трішки на Північ, на тій же височині, де груба посудина.

#### Нижній
- Від середини в 7 кроків на Південний-Захід в глиб від вершини окопу 2¼ арш., знайдено буде залишки деревини, схожі на труну із залишками кісток  і залишки дерева, конструкція схожа на гроб із залишками кісток укладених міцно землею, положення кісток розібрати неможливо, а інвентар знахідки відсутній.
- Він середини в 2 кроки на Південь в глиб від вершини окопу 2¼ арш.,знайдено розчавлений землею посудину, яка прикрашена у верхній частині поруч з ячейками в напрямку на схід знайдено декілька залишків вірогідніше за все людських кісток.
- Він середини в 6 кроків на Південно-східного в глиб від вершини 2½ арш., знайдено розміщені поруч дитячі черепи та біля них невелику кількість малих кісток, які займали  ¾ арш. окопу.
- Від середини на 9 кроків на Північ та недалеко від Сходу в глиб від вершини 2¼ арш., знайдено посудину із орнаментом на верхній частині; західніше посудини 3 арш., але не дуже високо, знайдено декілька обломків кісток тварини(вірогідно корови), східніше в 2 арш.,але не набагато вище знайдено черепки грубого горщика, обломки кісток та ще один маленький горщик.

#### Материк
- На глибині від вершини 3 арш., під посудиною віднайдена впущена могила, яка на лажала на Південний-Схід; могила засипана чорноземом і в ньому на глибині окопу в ½ арш., скелет лежить горізнач, головою на Південний-Схід. Права рука вздовж тулуба, ліва від ліктя до тазу. Ноги зігнуті в колінах і повернуті праворуч, череп повернутий праворуч лежачи на скроні.
- Від середини в 5 кроків на Схід в глиб, знайдено малий гроб з тонким дитячим черепом з невеликою кількістю малих кісток які займали ¾  кв. арш.
- Від середини Південного-східну в 5 кроках, знайдено могилу в глиб на 1 арш., а в ньому віднайдено скелет. Він лежатиме майже на правом боку, головою на Схід, через праву скроню. Права рука лежатиме вздовж тулуба. Ліва від ліктя, трішки навскіс живота. Ноги будуть скорчені та піджаті. Перед черепом лежатиме орнаментована посудина, а перед грудьми на землі буде виявлено пляму червоного барвника розміром приблизно в долоню.

### Печеніги
Місцевість, на якій розташоване селище та навколишні села, зветься Печенізьким полем; можливо, тут наприкінці VIII — на початку IX ст. була одна із старих центрів Печенігів, а саме печенізької держави з ІХ століття в так званій "Лебедії", де імовірно розташовувалося саме селище на сьогодні, археологи знайдуть рештки печенізької стоянки, датованої ІХ століттям.

## 17 століття

### Заснування селища
Згадки про колонізацію території будуть вже у 1622р., Про заселення території Печеніг уперше згадується в грамоті 1646 року, де вказується, що село заснували 205 переселенців («черкасів»), очолюваних Федотком Левоновим.

### Хмельниччина
В роки національно-визвольної війни 1648—1654 рр. по селища прибуватимуть багато переселенців, яких гнала польської шляхти з Правобережної і Лівобережної України. Московське царство в результаті цього буде зацікавлене у будівництві опорних пунктів проти нападів кримських татар і охоче приймав утікачів.
Докладніші відомості містять документи 1654 року. В цьому році в Печенігах оселилося 45 родин з Опішнянської сотні, на чолі з Іваном Федоровичем Волошеніним. Російський уряд наділив їх землею та видав грошову допомогу: багатосімейним - по 5 крб., а малосімейним (до 3-х душ) - по 4 крб. За це вони були зобов’язані відбивати напади ногайців та кримських татар.

### Господарство, адміністративний устрій та роль селища
Козаки займалися хліборобством, скотарством, рибальством та різними промислами: гнали дьоготь, варили селітру тощо. Протягом короткого часу жителі селища спорудили фортецю для захисту від нападів кримських татар. З кінця 50-х рр. 17ст. і по 1765 року Печеніги будуть містом сотнею Ізюмського полку(згадка про те, що селище було центром сотні Ізюмського слобідського полку). Печенізька сотня брала участь в обороні від грабіжницьких нападів татар.

## 18 століття

### Адміністративний устрій
після ліквідації в 1765 році слобідських козацьких полків селище було перетворено на слободу, а козацьке населення переведене у стан військових обивателів. За переписом 1783 року, у Печенігах налічувалося 6899 жителів.

### Повстання 1790р.
Повстання виникне в результаті незадоволення місцевого населення через отримання землі та общинних угідь поміщиками, але до цього місцеве населення неодноразово виступатиме проти. В перебігу повстання місцеве населення почало самочинно вирубувати поміщицькі ліси. Для придушення виступу в селище прибуде загін гусарів. На підтримку місцевим мешканцям Печеніг прийдуть підтримати селяни з с. Базаліївка, Кицівка, боротьба продовжиметься до березня 1790 року. Результат повстання ми бачимо вже у чугуївському суді; «...селяни Печеніг збираються підвід по триста, а то й більше і виїжджають до поміщицьких лісів, погрожуючи при цьому поміщикам». Примітно, що охоронці поміщицьких лісів - відставні гусари перейдуть на бік повсталих селян, заявивши, що вони будуть виконувати лише волю печенізької громади. Виступ мешканців селища та навколишніх сіл придушить тільки великий каральний загін.

## 19 століття
У 1817р. на території Слобідсько-українській губернії будуть засновуватимуться аракчеєвські військові поселення. Одне з них буде створено у селищі. Військові поселенці займатимуться сільським господарством і водночас відбували військову службу. Нерідко займатиметься повстаннями проти жорсткої палочної дисципліни, муштри, експлуатації кріпосників. Вони нерідко повставали проти жорстокої палочної дисципліни, муштри, кріпосницької експлуатації. Під час Чугуївського повстання 1819 року в Печенігах також почалося заворушення, жорстоко придушене царським урядом.

### Ново-Білгород як нове іменування селища
У 1825 і по 1890 роки селище носитиме назву Ново-Білгород, причина цьому назва розквартированого тут Білгородського полку.

Мапа 1852 року

### Адміністративний устрій
У 1857 році, після ліквідації військових поселень, селище увійде до складу Вовчанського повіту Харківської губернії. Вони стали центром Печенізької волості, що об’єднувала села Артемівку, Базаліївку, Новоолександрівку, П’ятницьке, Кицівку, Богородищне.
Мешканці села будуть переведені в розряд державних селян. Після реформи 1861 року за мешканцями селища збереглися 13 тис. десятин наділів, якими вони користувалися раніше. Викупні платежі тягарем лягли на плечі селян.
У 1879 році печенізька громада налічувала 1377 дворів і 7253 жителі. На душу населення припадало по 1,7 десятини землі 1 2. Якщо врахувати, що значна частина землі належала поміщикам та куркулям, то на кожного селянина в середньому припадало ще менше. Основна маса селян неспроможна була сплачувати державні податки;

### Великі землевласники в селищі
у 1892 році за печенізькою громадою числилось різних недоїмок та заборгованості по податках на суму 45 тис. карбованців. Не маючи засобів до існування, значна частина місцевого населення щороку йшла з Печеніг до промислового Харкова чи до цукрового заводу Роттермунда Вейсе в сусіднє село Леб’яже. Бідняки наймалися також і до місцевих багатіїв. Робочий день влітку тривав 15-16 годин.
На сьогодні відомо про таких великих землевласників як Бабаєв; мав 200 десятин луків і стільки ж соснового лісу. Дзюба - місцевий куркуль мав 350 десятин лісу, з яких 40 десятин належала церкві. Також відомі такі землевласники як Бунш та Іванов.

### Господарство, сфера послуг і торгівля
Згідно даним за 1896р. в селищі налічувалося 16 вітряків, паровий і водяний млини, 2 олійниці, 10 чинбарень, 28 крамниць, 16 шинків, два заїжджі двори, дві церкви. Жваво велася торгівля хлібом, сіном; розвивалась кустарна промисловість.

### Навчання
Фактично все місцеве населення селища була неписемна, для вирішення цієї проблеми у 1865р. тут почали діяти однокласне народне училище.

### Каторжна в'язниця
У 1869 році в селищі було споруджено центральну каторжну в’язницю. В різний час тут перебували такі російські революціонери П. О. Алексєєв, В. Г. Герасімов, народники І. М. Мишкін, О. В. Долгушин, І. С. Джабадарі, Д. М. Рогачов, П. І. Войнаральський та інші. Був тут ув’язнений і український поет-революціонер П. А. Грабовський. Зв’язок населення з політичними каторжниками мав значний вплив на посилення революційної агітації в селищі та навколишніх селах. Полум’яна промова П. О. Алексєєва на судовому процесі «50-ти» поширювалась у рукописах та передавалась із уст в уста. В селище часто приїжджатимуть харківські революціонери, які розповсюджували нелегальну літературу.

## 20 століття

### Революція 1905 року
Міське населення селища не залишились осторонь революційних подій 1905—1907 рр. В селі відбуватимуться сходки та демонстрації. в результаті чого були розгромлені маєтки великих землевласників-лісопромисловців як Бабаєв, Бунш та Троянов. Виступи були настільки масштабні, що губернатор послав сюди каральний загін, який жорстоко розправився з селянами Печеніг та навколишніх сіл. Але виступи не припинялись і в наступні роки. Селяни чинили опір впровадженню столипінської реформи на трьох сільських сходах вони рішуче відмовились ділити землю згідно з законом від 9 листопада 1906 року.
Місцеві власті, незважаючи на рішення сходу, намагалися насильно провести розподіл землі в інтересах куркулів. Обурена свавіллям, сільське населення зібралася 4 липня 1910 року біля сільської управи, погрожуючи урядовцям, а також тим, хто хотів виділитися на хутори. За наказом повітового справника того дня було заарештовано 11 селян. На 1 січня 1914 року в Печенігі виділилося на відруби 360 господарств з земельними наділами 3350 десятин.
Селян Печеніг грабували і місцеві торговці та промисловці. Так, лісопромисловець Кобеляцький, завчасно перевівши свої капітали та майно на ім’я дружини, оголосив себе банкрутом. Його борги місцеві власті розподілили між селянами і, незважаючи на їх протест, силою почали відбирати худобу та майно. Проти сваволі властей повстало майже все доросле населення Печеніг. Озброєні кийками та рогачами, селяни прогнали з села поліцію, повернувши односельчанам захоплену худобу і майно. Губернатор надіслав до Печеніг каральний загін; до в’язниці було кинуто 14 селян, серед них і матері-годувальниці.

### Селище у період УНР 1917-1919
Звістка про Лютневу революцію 1917р. спираючись на радянські джерела була прийнята з радістю, що навіть місцеве населення, на чолі О. М. Ланком та О. С. Сумилою, провели мітинг біля волосного правління. Навесні 1917 року в Печенігах створюється волосний земельний комітет, очолюваний П, Ф. Буряком. Через 8 місяців після Лютневої революції в жовтні пройде Жовтнева революція, тимчасовий уряд буде повалений, а замість неї буде створена нова радянська влада. В січні 1918 року була створена перша волосна Рада, яку очолили місцеві бідняки О. М. Лапко та Л. М. Стус. Біднота ділила землю, сільськогосподарський реманент, худобу та хліб маєтку поміщика Роттермунда-Вейсе, експропріювала майно місцевих багатіїв Камая, Чорняка, Жигалова, Півня та інших. Особливо діяльну роботу по встановленню та зміцненню Радянської влади провадили місцеві, які поверталися до рідного села, збагачені досвідом революційної боротьби. Серед них  - А. Ф. Муховатий (учасник повстання на броненосці «Потьомкін», С. Я. Черняк - учасник підготовки повстання у Севастополі в 1912 році, він повернувся до Печеніг у 1918 році після 6 років каторги).
Після підписання IV універсалу Українською Народною Республікою в 22 січня 1918р. Німецька імперія направить свої війська згідно підписаному універсалу. вже навесні 1918р. селище  буде під контролем військ УНР та кайзерського війська. Радянська позиція описує ці події як "жорсткий терор" і закріплює це катуваннями  таких активістів: О. С. Сулима і О. М. Лапка. Потім радянська сторона говорить те, що народ мовби не скориться, що в результаті понесе почнеться активна боротьба партизанського загону, очолить який "селян-бідняк" Г. П. Антонов. Партизани здійснять кілька успішних нападів на гетьманську варту. Після окупації Печеніг (радянська позиція говорить про звільнення" відновить роботу волвиконком,  А. О. Вишинський керуватиме ним (особисто бачив В. І. Леніна на Фінляндському вокзалі і учасник штурму Зимового палацу П. А. Пшеничного, родом з Печеніг). 26 січня 1919 року в селищі проходитиме мітинг, де після доповіді про поточний момент присутні з великим піднесенням прийняли постанову про беззастережну підтримку Радянської влади і Комуністичної партії.
В лютому 1919 року, за рішенням Вовчанського повітового комітету більшовицької партії, в Печенігах було створено перший партійний осередок з групою співчуваючих. Комуністи Печеніг розгорнули активну діяльність по зміцненню місцевих органів Радянської влади, мобілізації селянської бідноти на боротьбу проти внутрішніх і зовнішніх ворогів. 23 лютого на сході було одностайно прийнято резолюцію, в якій селяни рішуче протестували проти втручання англо-французьких інтервентів у справи росії та України і ухвалили захищати із зброєю в руках результати Жовтневої революції 1917 року.
З початком наступу денікінських військ  печенізькі більшовики створили Печенізький добровольчий полк з 800 чоловік, який увійде до регулярних частин Червоної Армії. Окремі з них отримають високі нагороди. На приклад доброволець 1-ї Кінної армії С. Ю. Штанько отримає орден Червоного Прапора. на прихід денікінців селяни Печеніг відповіли повстанням. Було організовано великий партизанський загін. Партизани знищували денікінські гарнізони в навколишніх селах, каральні загони, що направлялися до Печеніг з Чугуєва та Харкова. Влітку 1919 року партизани визволили політичних в’язнів і спалять Печенізьку тюрму. З наступом Червоної Армії партизанський загін перетинав білогвардійцям шляхи відступу. В грудні 1919 року разом з частинами Червоної Армії печенізькі партизани визволили Чугуїв. Особливою хоробрістю відзначились партизани Г. П. Антонов, Я. Г. Антонов, К. О. Кривцун, Д. К. Недоступ, Г. М. Чоломбитько та багато інших.

### Радянська влада з 1919 по 1938 роки.
В грудні 1919 року у Печенігах розпочинає роботу волревком, сільська Рада. Розгортає роботу партійна організація. До її складу 15 грудня 1920 року входив 1 комуніст і 7 кандидатів у члени партії в тому числі О. В. Рубльов, І. І. Костенко, І. О. Мордовенко, А. І. Піддубний, О. П. Онищенко.
В цьому ж році виникне комсомольська організація; першими комсомольцями, бойовими помічниками партійного осередку були О. В. Костенко, Т. С. Катречко, О. А. Пирожников, І. М. Чичикас та інші.
Вибори до Рад, створення KНС (на 1920 рік було шість комнезамів), виконання продрозверстки проходили в напруженій боротьбі з куркульством та бандами (зокрема, Кочубея), що тероризували населення. Для боротьби з бандитизмом були створені загони, в лавах яких боролися, зокрема, більшовики І. В. Костенко, М. П. Бухаров, І. О. Мордовенко, Т. Г. Корнейко, І. М. Фірсов та інші.
Особливу увагу партосередок та місцеві органи влади приділяли піднесенню сільськогосподарського виробництва, розширенню торгівлі, поліпшенню матеріальних і культурних умов життя населення. Навесні 1921 року Печенігам у кілька разів було зменшено план поставок хліба; держава подавала бідноті значну допомогу посівним матеріалом, сільськогосподарським реманентом і тягловою силою. Всі ці заходи допомогли успішно провести весняну та осінню посівні кампанії.
7 листопада 1921р. відбувся  Четвертий з'їзд Рад Печенізької волості, де одностайно одноголосно схвалив політику партії і закликав населення виконати продподаток на 100 відсотків, організувати збирання хліба на допомогу голодуючим Поволжя.
Пожвавилась торгівля: в 1921 році розгорнула роботу споживча кооперація, а в травні 1923 року розпочало діяльність сільськогосподарське кредитно-кооперативне товариство, через два роки об’єднувало 840 чоловік. Партосередок Печеніг влаштовував масові суботники по ремонту приміщень шкіл, лікарень, дитбудинку, мосту через Сіверський Донець та по заготівлі палива. Дійову допомогу  мешканцям Печеніг подавали їхні шефи — робітники харківського заводу «ВЭК». У 1923 році робітники заводу побудували в селі електростанцію, яку в урочистій обстановці відкрив Г. І. Петровський. Згодом робітники заводу передали селянам трактор, молотарку, 150 пудів нафти, а також 50 пудів насіння трави суданки. Для культурного будівництва і проведення політико-масової роботи партосередок заводу «ВЭК» надіслав 6 тис. крб. На ці кошти було відремонтовано клуб і бібліотеку, закуплено літературу. Розпочали роботу сільська бібліотека для дорослих, хата-читальня і клуб.
У 1925 році розгорнула політико-виховну роботу комсомольська організація, яка на той час вже налічувала 55 чоловік. При клубі та хаті-читальні систематично виходили стінгазети, працював агрогурток із 30 чоловік.
Велика увага приділялась ліквідації неписьменності серед дорослого населення Печеніг. Так, 4 лютого 1924 року загальні збори членів КНС зобов’язали всіх неписьменних комнезамівців обов’язково відвідувати лікнеп, щоб найближчим часом ліквідувати неписьменність. За рішенням партосередку, в селах волості було створено добровільні товариства сприяння ліквідації неписьменності, а при всіх школах відкрито лікнепи. Наприкінці 1923 року Печеніги стали районним центром. Економіка і культура села зростала чимдалі швидшими темпами, поліпшувався добробут населення. Поряд з цим настійно відчувалася потреба в докорінній перебудові сільського господарства. Одноосібні господарства дедалі дрібнішали, значна частина їх не мала навіть тяглової сили. Так, у 1929 році в Печенізькому районі налічувалося 2754 безтяглові господарства. Держава подавала їм значну допомогу. У 1927—1928 рр. було створено 5 машинно-тракторних товариств, 10 прокатних пунктів сільськогосподарської техніки, лісомеліоративну артіль, електротовариство; розгорнув роботу комітет взаємної допомоги. В ці роки у районі створилося 9 товариств спільного обробітку землі. 1928 року виник перший ТСОЗ і в Печенігах.
Бюро райкому партії в січні 1929 року затвердило план заходів по розгортанню масової колективізації сільського господарства. Передбачалося протягом року організувати 3 колгоспи. Керуючись цим рішенням, партосередки, комітети незаможних селян і комсомольська організація розгорнули велику агітаційно-масову та організаторську роботу по залученню селян до колективних господарств. Печенізький ТСОЗ було реорганізовано в артіль ім. Петровського, яку очолив бідняк А. К. Піддубний. Першими до неї вступили і активно працювали селяни Д. Я. Безкостя, Т. Т. Дериус, М. А. Талашко, Н. М. Резников, Т. Л. Демченко та інші.
В 1930—1931 рр. організуються колгоспи «Червоний хлібороб», «Печеніжець», «Нове життя», ім. Ілліча, ім. Горького.
Колективізація проходила в напруженій боротьбі з куркульством. Куркулі будь-що намагалися розвалити новостворені господарства, тероризували бідноту, вбивали активістів-бідняків та керівників колгоспів. Так, у 1927 році від рук куркулів загинув активіст-бідняк І. К. Резник, а в 1931 році — голова колгоспу «Червоний хлібороб» П. П. Тищенко. Та, незважаючи на шалений опір куркульства, в 1933 році суцільну колективізацію в Печенігах було завершено.
Держава забезпечувала новостворені господарства сільськогосподарською технікою, допомагала посівними матеріалами. В Печенігах створюється МТС; до послуг колгоспів району в ній було 83 трактори, 25 молотарок, 24 комбайни, 6 автомашин та багато іншого реманенту.
У 1933 році при МТС було створено політвідділ, а сільські та міжколгоспні партосередки реорганізовані в колгоспні. Вони очолили соціалістичне змагання між колгоспами за вирощування високих врожаїв, підвищення продуктивності тваринництва і високу культуру колгоспного села. Це мало велике значення для дальшого організаційно-господарського зміцнення колгоспів, піднесення добробуту колгоспників.
Успішно розгорталося в Печенігах культурне будівництво. У 1934 році було споруджено Будинок культури на 400 місць з стаціонарною кіноустановкою, Будинок піонерів; відкрилися середня, три семирічні та початкова школи, в яких навчалися 700 дітей. На цей рік у Печенігах було покінчено з неписьменністю. Докорінні зміни відбулися в медичному обслуговуванні трудящих. У 1930 році печенізька лікарня мала 50 ліжок, поліклінічне, хірургічне, терапевтичне, акушерсько-гінекологічне та дитяче відділення.

## Друга світова війна.

### Початок війни
Під час Другої світової війни, коли гітлерівська Німеччина нападе на РСРС, понад 100 жителів Печеніг у перші дні війни підуть на фронт. Разом з цим всі установи та організації переорієнтують свою роботу на потреби війни. Під лозунгом " «Все для фронту, все для перемоги!» колгоспники працюватимуть в ланах, для потреб армії; частка мешканців Печеніг за мобілізації виїхала на будівництво оборонних споруд. Відбуватиметься в селищі збір теплих речей для військових.

### Окупація Печеніг
З наближенням фронту до селища кілька тисяч чоловіків спорудять протитанкові рови. Однак, відбудиться одночасно й вивіз сільськогосподарської техніки, худоби, хліба та інших речей вглиб Радянського Союзу. Селище переходитиме від одних до інших. 
- Вперше нацистські війська захопили Печеніги 1 листопада 1941 року, утримуючи його до 11 лютого 1943 року.

- Вдруге селище під контроль німців буде вже 13 березня 1943 року, остаточно селище буде звільнено 10 серпня 1943 року.

Учасник війни згадує ці події: "В Печенігах відбувалися жорсткі сутички протягом трьох діб, і 25 березня 1943 року потрапили під сильний удар ворога. Багатьох перебили і мене не пощадили. Потрапив до шпиталю з пораненням руки, з дрібними подряпинами і назавжди став тиловиком".
Радянська сторона заявляє про знищення в селищі гітлерівських військ, виробничих приміщень колгоспів,  МТС, 326 житлових будинків, лікарню, Будинок культури, 4 школи, ветлікарню. Також говориться, що німцями було вигнано в неволю 94 мешканця з селища, відповідно цьому всьому встановивши в селищі терор.

### Партизанський рух
В перші дні окупації селища населення розгорне боротьбу проти німецьких військ. В районі буде розгорнуто партизанський загін, до якого увійшли партійні та радянські працівники, вчителя, колгоспники, службовці. 
- Керуватиме загоном та секретар райкому партії  І. Г. Білоконь.
- Комісар - редактор районної газети П. Я. Чурилова.
- Начальник штаба - завідувач районного земельного відділу І. Х. Сердюк.

Діятиме загін до лютого 1943 року в таких районах як Печенізький, Старосалтівському, Чугуївському, частково у Вовчанському і Вільховатському. В результаті чого партизани провели 10 операцій, розгромили 4 склади з боєприпасами і продовольством та знищили чимало нацистів.
Починаючи з грудня 1941 року партизанами під командуванням І. Г. Білоконя буде знищено в селищі 3 склади боєприпасів, 250 гітлерівців та отримано різні військові трофеї. В результаті чого Білоконя нагородять орденом Червоного Прапору. Партизани одночасно поширювали серед населення газети та листівки, а селяни допомагатимуть партизанам. Загін зросте починаючи від 21-ї до 50 чоловік. В боротьбі проти німців загинуть такі партизани як П. Я. Чурилов, Ф. Т. Андрус, І. Т. Мартинов, Д. Г. Стадник, І. І. Далуда, I. X. Сердюк, В. В. Шуліка, піонер розвідник Володя Гапок. 
Буде створено підпільну комсомольську групу із 7 чоловік на чолі з Л. З. Скляровим. До її складу входили Іван Котенко, Віктор Балабай, Олександр Селевко, Іван Титирєв та інші. Всі принесуть клятву боротися проти німців. В їх діяльність входила розвідка, знищення ворожих автомашин, переривання зв'язку та виклад зброї. Згідно радянських джерел, то за допомоги одного зрадника буде схоплено в результаті Склярова та розстріляно, інших катуватимуть за ґратами.

### Боротьба на фронті
Згідно радянській літературі багато мешканців селища підуть боротися проти німців фронт. За це вони отримають високі урядові нагороди. Наприклад:
- О. Ф. Козаков отримає звання Героя Радянського Союзу за подвиг при форсуванні р. Дніпро,

- Н. М. Зінченко отримає звання Героя Радянського Союзу за визволення угорської столиці м. Будапешт.

### Післявоєнний період
Після повернення контролю над селищем радянськими військами відбуватиметься одночасно відбудова. населення працювало у післявоєнних умовах. радянські свідчення говорять, що майже всі будинки знищені. В селищі залишалися люди похилого віку, жінки та діти. всю роботу приходилося робити руками, в кращому випадку своєю худобою. Жінки та підлітки копали землю під огород. Робітники Харківського верстатобудівного заводу допомогли у відбудові колгоспів, зокрема виробничим приміщенням. Поступово стали до ладу всі колгоспи і МТС (загальна їх кількість 9). Незабаром почали діяти 3 школи, лікарня, Будинок культури та Будинок піонерів.

## 1950-1960 роки.
В цей період відбувалося об'єднання колгоспів селищної Ради, до яких увійшли два великих сільськогосподарських артілі ім. Петровського та Горького, що налічували 6988 гектар землі, з них 5244 - орна. Об'єднання тривало пару років (1950-52 рр.) після чого відбулася реорганізація МТС, колгоспи купили у країни 43 трактори, 29 комбайнів, 22 вантажні автомашини та велику кількість різної техніки для сільського господарства. Діяльність партій в артілях розгорнула змагання за мету підвищення продуктивності тваринництва та врожайності, що тривало до березня 1955 року - колгосп ім. Петровського переміг, зайнявши одне з перших місць в районі, за що він отримав перехідний Червоний прапор від районного виконавчого комітету та райкому. Такі змагання проходили щороку.
Зростання культури землеробства сприятиме збільшенню колгоспних фондів та покращенню добробуту колгоспників. У 1963 році фонд колгоспу ім. Петровського становив 636 тисяч карбованців, а колгоспу ім. Горького — 560 тисяч карбованців. Кожного року врожайність продовжувала зростати.
У 1953 році передові ланки колгоспу ім. Петровського виростили по 230-260 центнерів цукрових буряків з гектару. У 1958 році цей показник збільшився до 370-400 центнерів.
Зросте в колгоспах поголів’я худоби на 100 гектар земельних угідь. З 1955 по 1962 рік у колгоспі ім. Петровського:кількість великої рогатої худоби збільшилась у 1,8 рази, свиней — в 1,6 рази, птиці — в 1,5 рази.Зміцнення економічної могутності колгоспів відбилось на їх доходах. У 1963 році: грошові доходи артілі ім. Петровського становили 491 тисячу карбованців, а доходи колгоспу ім. Горького — 321 тисячу карбованців.
Авангардна роль у колгоспному виробництві належить комуністам і комсомольцям. У артілі ім. Петровського працювали 84 члени КПРС і 11 комсомольців, а в артілі ім. Горького — 52 комуністи і 27 членів ВЛКСМ. 75% комуністів і 100% комсомольців обох колгоспів працювали безпосередньо на виробництві.
Заслуженим авторитетом користуються передовики виробництва колгоспу ім. Петровського: М. М. Редько — бригадир тракторної бригади, яка бореться за звання бригади комуністичної праці, тракторист В. Г. І Мурак та доярки П. Г. Редько і М. Т. Самойленко.
У колгоспі ім. Горького високих показників щороку досягали: комбайнер О. І. Додиван (у 1949 р. отримав звання лауреата Державної премії за відмінну роботу з насадження лісосмуги), механізатор І. Д. Чальцев, доярка М. М. Чумак, завідуюча молочно-товарною фермою Г. Г. Мороховська.
Вже у вересні 1964 року колгоспи ім. Петровського та ім. Горького були об'єднані та перетворені на овочево-молочний радгосп «Печенізький».
У селищі успішно розвивається місцева промисловість. Тут є: маслозавод, харчокомбінат, цегельний завод, відділення «Сільгосптехніки», міжколгоспна будівельна організація, автопарк, Чугуївська лукомеліоративна станція, яка обслуговувала всі райони Харківської області. 
У 1958 році за рішенням уряду Радянської України на околиці селища розпочато будівництво великого водоймища - Печенізького водосховища  для забезпечення Харкова водою. Будівництво залучило близько 800 робітників, техніків та інженерів з різних кінців Радянського Союзу. Найвідповідальніші ділянки будівництва очолили комуністи, зокрема керівник бригади комуністичної праці Б. П. Коросташевець, бригадири О. М. Буряк, В. С. Миронов, Є. П. Хижняков, Л. М. Щокін. Багато будівельників були удостоєні високого звання ударників комуністичної праці, серед них: В. М. Демчишин, Г. А. Варфоломєєва, 3. Я. Ярова, В. І. Ковтун, В. Я. Капуста та інші.
У 1964 році будівництво Печенізького моря було завершено. Водоймище має такі характеристики: Довжина: 70 км., Ширина: 3 км., Корисна віддача води: 341 млн куб. метрів, Довжина греблі: 3,7 км. На берегах нового моря є було багато чудових місць для відпочинку людей, хороші пляжі. Тут також розгортається будівництво пансіонатів, піонерських таборів тощо.
Швидкими темпами розвивається житлове будівництво в селищі. Протягом 1959—1965 років у Печенігах було споруджено близько 500 нових житлових будинків. Це значно покращило побутові умови мешканців селища та докорінно змінило зовнішній вигляд Печеніг. Значні зміни відбулися в розвитку освіти, медичного та культурного обслуговування населення:
- У селищі є була загальноосвітня середня, восьмирічна та початкова школи, в яких навчається 1300 учнів, що в 3,5 рази більше, ніж до жовтневої революції.

- Працювала школа робітничої молоді та заочна школа для дорослих.

- Для дітей була музична школа та Будинок піонерів.

- Дитячими садками та яслами охоплював близько 200 малюків.

До Великої Жовтневої соціалістичної революції в селищі було лише 15 учителів, з яких жоден не мав вищої освіти. На той час в селищі працювало 77 учителів, з них 39 закінчили університети та педінститути. За роки Радянської влади вищу освіту здобуло понад 200 жителів селища. На 1965 рік в установах, підприємствах, будівництвах та колгоспах працювало близько 89 спеціалістів з вищою освітою. 
До послуг трудящих: Лікарня з хірургічним, акушерсько-гінекологічним, дитячим та туберкульозним відділеннями, Бактеріологічна та клінічна лабораторії, Пункт швидкої допомоги, Санстанція. Тут працювало 11 лікарів та 63 медсестри.
В селищі був літній кінотеатр на 630 місць. Було створено 3 Будинки культури та численні гуртки: вокальний, танцювальний, естрадний, духовий, інструментальний, бандуристів та художнього читання. На обласному огляді, присвяченому ХХІ з'їзду КПРС, Будинок культури отримав диплом ІІІ ступеня. Громадськістю було створено історико-краєзнавчий музей та університет культури. В селищі налічувалося 6 бібліотек з книжковим фондом у 59 тис. примірників, які відвідували понад 4.500 людей. У бібліотеці було запроваджено відкритий доступ до книжкових полиць. Також були організовані народні дружини, які стояли на сторожі громадського порядку.
Тоді працювало 15 фізкультурних колективів, до яких входили стадіон та 5 спортивних майданчиків.
Населення Печеніг передплатило в 1966 році понад 6,5 тис. примірників газет і журналів. У селищі є: Пошта, Телеграф, Телефонна мережа, Радіотрансляційний вузол на 3580 точок.
В особистій власності трудящих були легкові автомобілі, мотоцикли, велосипеди, телевізори та радіоприймачі. До послуг населення були комбінат побутового обслуговування, 26 магазинів, готель, перукарня, відділення телеательє та чайна. Печеніги зв’язані з районним центром шосейною дорогою; встановлено регулярне автобусне сполучення з Харковом, Чугуєвом, Великим Бурлуком, Великими Хуторами, Артемівкою, Мартовою та Юрченковим.
За роки семирічки в селищі було побудовано 7,5 км брукованих і асфальтових доріг, 8,3 км тротуарів, споруджено водопровід і каналізацію; вулиці селища освітлюються електрикою. Було проведено велику роботу по озелененню вулиць, закладено парк.
До жовтня в Печенігах переважало сільське населення. Тепер 90% жителів були робітниками і службовцями. У 1957 році Печеніги були віднесені до категорії селищ міського типу, а в 1963 році увійшли до складу Чугуївського району.
У цей період було організовано генеральний план реконструкції селища, що передбачав будівництво торговельного центру з Будинком культури, поштою, кінотеатром, Будинком піонерів, готелем та універмагом. Було впорядковано парк та стадіон, збудовано нові споруди для занять спортом і відпочинку. Створено набережну з бульваром, де з'явилися споруди культурно-побутового обслуговування. Передбачалося збудувати 3 нові школи, бібліотеку, магазини, їдальню та комбінат побутового обслуговування.

## Персоналії

### 19 століття
- Бобильов Дмитро Костянтинович (23 листопада 1842 р. - 6 березня 1917 р.) - фізик.
- Семирадський Генріх Іполитович ( 12 жовтня 1843 р. - 23 серпня 1902 р.)— український і польський художник, представник пізнього академізму
- Печеніга-Углицький Павло ( 20 червня 1892 р. - 2 липня 1948 р.) — український композитор, диригент та педагог в діаспорі

### 20 століття
- Джигурда Ольга Петрівна ( 7 грудня 1901 р.- 10 грудня 1986 р.) — українська письменниця.
- Маяцький Петро Никифорович ( 28 лютого 1905 р. - 6 березня 1968 р.) — радянський артист цирку, еквілібрист, мотогонщик.
- Петровський Григорій Іванович ( 22 січня 1978 р. - 9 січня 1958 р.) — один із лідерів злочинних урядів СРСР на окупованій території України.
- Коваленко Володимир ( 1963р. - ) — український кінорежисер, закінчив режисерський факультет  ім. І. К. Карпенка-Карого, працює/вав у кіностудії ім. А. П. Довженка. Під його керівництвом створено; фільм - "Яма" 1985 р. випуску та фільм - "Руда фея" 1987 р. випуску.[18]

##### Друга Світова - 1939-1945 роки
| Ф. Т. Андрус   | партизан, загинув у Другій Світовій.                                                                |
| І. Г. Білоконь | керівник партизанського загону, партизан, секретар райкому партії, отримав Орден Червоного Прапору. |
| Володя Гапок   | піонер розвідник.                                                                                   |
| І. І. Далуда   | партизан, загинув у Другій Світовій.                                                                |
| І. Т. Мартинов | партизан, загинув у Другій Світовій.                                                                |
| Д. Г. Стадник  | партизан, загинув у Другій Світовій.                                                                |
| І. Х. Сердюк   | партизан, загинув у Другій Світовій.                                                                |
| П. Я. Чурилов  | партизан, загинув у Другій Світовій.                                                                |
| В. В. Шуліка   | партизан, загинув у Другій Світовій.                                                                |

- Олександр Федорович Козаков ( 23 вересня 1907 р. - 28 серпня 1980 р.) - Герой Радянського Союзу за подвиг при форсуванні ріки Дніпро.

- Н. М. Зінченко - Герой Радянського Союзу за визволення угорської столиці міста Будапешт.
- Панченко Григорій Філіпович ( 25 грудня 1900 р. 27 червня 1966 р.) - радянський воєначальник, герой Радянського Союзу.

### 21 століття

#### Учасники російсько-української війни від 24 лютого 2022 року.
- Брусов Сергій Леонідович (07 лютого 1992—18 серпня 2022)—український військовослужбовець, учасник російсько-української війни.[19]
- Варивода Валерій Валерійович ( 1 травня 1985 р. - 17 листопада 2022 р.)—український військовослужбовець, учасник російсько-української війни.[19]
- Зубко Олександр Леонідович ( 7 лютого 1986 р.  -7 серпня 2022 р.)—український військовослужбовець, учасник російсько-української війни.[20]
- Мовчан Іван Олексійович ( 17 лютого 1993 р. 4 грудня 2023 р.)—український військовослужбовець, учасник російсько-української війни.[20]
- Оринко Володимир Володимирович ( 29 травня 1984 р. - 4 травня 2022 р.) —український військовослужбовець, учасник російсько-української війни.[20]
- Скочко Олексій Юрійович ( 27 грудня 1999 р.  - 7 вересня 2022 р. )—український військовослужбовець, учасник російсько-української війни.[20]
- Тарасенко Максим Олександрович ( 10 лютого 1993 р. - 5 червня 2023 р.)—український військовослужбовець, учасник російсько-української війни.[20]
- Шаргін Вадим Леонідович ( 3 травня 1983 р. - 19 березня 2023 р.)—український військовослужбовець, учасник російсько-української війни.[20]

### Містять малу відомість про себе
- Прохорчук Дарія Дмитрівна ( 15 грудня 1988 р. - ) — українська художниця

## Місто-побратим
Ван’ярд, США